# Tauno Palo
Tauno Valdemar Palo (Brännäs fram till 1932), född 25 oktober 1908 i Tavastehus, död 24 maj 1982 i Helsingfors, var en  finländsk skådespelare och sångare. Palos karriär omfattade 300 scenroller och 65 långfilmsroller.
Palo växte upp i Sörnäs och utbildade sig till preparator vid försvarsmaktens kemiska avdelning, men uppträdde om kvällarna vid Sörnäs arbetarteater. Han uppträdde vid teatern, som sedermera blev Helsingfors arbetarteater, åren 1927–1932, varefter han övergick till nationalteatern, där han kom att verka fram till 1973. Han filmdebuterade 1931 som huvudrollsinnehavaren i Jääkärin morsian, som bygger på Sam Sihvos sång med samma namn. Han medverkade sedan i diverse filmer, men fick sitt stora genombrott hos produktionsbolaget Suomi-Filmi och spelade mot Ansa Ikonen i Kaikki rakastavat 1935. Palo och Ikonen slog igenom som skådespelarpar och spelade mot varandra i Vaimoke 1936 och Forsfararens brud 1937.
Efter kriget spelade Palo huvudrollen som Robert i Piraten älskaren 1949 och gestaltade knivjunkaren Antti Isotalo i Härmästä poikia kymmenen 1950. Han tilldelades Jussistatyetten fyra gånger; 1946 för bästa manliga huvudroll i Menneisyyden varjo, 1950 för bästa manliga huvudroll i Piraten älskaren och Härmästä poikia kymmenen samt 1952 för bästa manliga huvudroll i Onnen putoaa. 1958 mottog han även Pro Finlandia-medaljen.
Som sångare gjorde Palo åttio skivinspelningar, bland annat med orkestern Dallapé.
Palo är begravd på Malms begravningsplats i Helsingfors.

## Filmografi (i urval)[5]
- Helsingfors främsta affärsman, 1934
- Alla älskar alla, 1935
- Så tuktas en man, 1936
- I Adams kläder och litet i Evas, 1940
- Sången från gränden, 1948
- Piraten älskaren, 1949
- Professor Masa, 1950
- Härmästä poikia kymmenen, 1950
- Äpplet faller, 1952
- Hilmadagen, 1954
- Okänd soldat, 1955
- Dockhandlaren och den vackra Lilith, 1955
- Fröken vaktmästare, 1955
- Pappas gamla och nya, 1956
- Niskavuoris kamp, 1957
- Den eldröda duvan, 1961